# Gastroserica impressicollis
Gastroserica impressicollis är en skalbaggsart som beskrevs av Leon Fairmaire 1891. Gastroserica impressicollis ingår i släktet Gastroserica och familjen Melolonthidae. Inga underarter finns listade i Catalogue of Life.